# Robin-Subglazialbecken
Das Robin-Subglazialbecken (englisch Robin Subglacial Basin) ist ein 220 km langes, 50 km breites und von Gletschereis vollständig überdecktes Becken im westantarktischen Queen Elizabeth Land. Es ist neben dem Byrd-Subglazialbecken und dem Bentley-Subglazialgraben eines der drei großen Becken in Westantarktika. Sein tiefster Punkt liegt 2 km unter dem Meeresspiegel. Durchströmt wird es durch den Institute Ice Stream und den Möllereisstrom, die durch den Bungenstock Ice Rise voneinander getrennt sind.
Das UK Antarctic Place-Names Committee benannte das Becken nach dem australischen Geophysiker und Glaziologen Gordon de Quetteville Robin (1927–2004), einem Pionier bei der Auswertung von Fernerkundungsdaten zur Bestimmung von Eisdicken- und bewegungen in Antarktika in den 1960er und 1970er Jahren.